# 회색이마비둘기
회색이마비둘기(Leptotila rufaxilla)는 대형 신세계 열대 비둘기이다. 회색이마비둘기의 서식지는 남아메리카의 콜롬비아, 베네수엘라, 기아나에서 가장 북쪽으로는 아르헨티나, 우루과이까지이다. 트리니다드 제도와 베네수엘라의 파리아 반도에 여러 아종이 서식하고, 중부아메리카의 회색머리작은비둘기, 그레나다의 그레나다비둘기와 같은 종으로 간주된다.

## 특징
회색이마비둘기는 무더운 숲과 삼림지에 서식하며 덤불이나 그루터기에 큰 둥지를 짓고 하얀 알을 2개 낳고, 흰끝비둘기와 매우 비슷하다.
회색이마비둘기는 길이가 28 cm이고 체중은 155 g이다. 성체의 볏은 청회색, 이마는 희끄무레하며, 목은 희미한 보라색을 띄는 회색이다. 눈테는 빨갛다. 성체와 날개는 회갈색이고 희끄무레한 하체는 그늘져 있다. 성체가 되면 아랫날개가 붉그스레하게 변한다. 꼬리의 끝은 흰끝비둘기보다 가늘고, 부리는 검은색이고 다리는 빨간색이며 홍채는 빨갛다.
담황색인 낮은 얼굴과 더욱 대조되는 청회색 볏이 흰끝비둘기와 구별되게 한다. 다른 특징으로는 회색이마비둘기의 빨간눈테이나 이것은 브라질, 아르헨티나, 볼리비아, 파라과이, 우루과이 전 지역에서 모든 새들이 양쪽 다 빨갛다고 단정지을 수 없다.
회색이마 비둘기는 단독 아니면 쌍으로 조심스럽게 활동한다. 이들은 다른 비둘기와 마찬가지로 날개를 일정한 박자에 맞춰 달각거리며 빠르고 곧게 난다. 먹이는 주로 땅에서 얻을 수 있는 씨앗이나 곤충도 섭취한다. 울음소리는 깊고 낮은 '오오오-워어어어-오우'이다.